# Wizard
Wizard és un grup de power metal alemany, creat en el 1989 pel bateria Sören "Snoppi" van Heek. La banda ha sigut anomenada sovint com la resposta alemanya a Manowar". En alguns àlbums, la lletra parla de batalles, metall, guerra i acer. L'excepció van ser els àlbums Odin, que és un àlbum conceptual sobre la mitologia nòrdica, Goochan que és una història de fantasia sobre una bruixa (escrit per Volker Leson i l'autor William B. Nuke), Thor que és també sobre la mitologia del nord i ... of wariwulfs and bluotvarwes que és sobre vampirs i homesllop (escrit per Wizard i Andre Wiesler, autor alemany).
Wizard va tocar al Wacken Open Air 2002, Bang Your Head!!! 2002, Keep It True 2004, Dokk'em Open Air 2006, Magic Circle Festival 2009 i dintre dels grups de cartell del Hammerfest IV.

## Història
El 2003 el guitarrista veterà, Michael Maass va deixar la banda per problemes de salut. Dano Boland va esdevenir el nou guitarrista per a la banda a principis del 2004. En el 2006 el grup va signar amb Limb Music després de tres discos i es va unir a una firma major, la Massacre Records, amb el projecte d'un nou àlbum que es publicà el 27 de gener de 2007, anomenat Goochan. el 18 de maig de 2007, Michael Maass va tornar al grup després d'un període de quatre anys.

## Anàlisis
L'àlbum del 2009 del grup, Thor, va rebre una crítica positiva de l'analitzador de The Pit, Frank Heise, que va elogiar "The Visitor" com la millor pista del disc.
L'àlbum del 2009 del grup ...Of Wariwulfs and Bluotvarwes va rebre una crítica positiva de SLUG Magazine amb l'analitzador Dylan Chadwick assenyalant que "ben trepitjat, i el formulisme és cert, és un plat d'acer de voluntat rotund competent amb puny colpejant metall pesant que satisfaran la fam més voraç del headbanger."

## Membres
- Sven D'Anna - Cant (1989-)
- Dano Boland - Guitarra (2004-)
- Michael Maass - Guitarra (1989–2003, 2007-)
- Volker Leson - Baix (1989-)
- Sören van Heek (Snoppi) - bateria (1989-)

## Discografia

### Demos
- Legion of Doom (1991)

### Àlbums d'estudi
- Son of Darkness (1995)
- Battle of Metal (1997)
- Bound by Metal (1999)
- Head of the Deceiver (2001)
- Odin (2003)[8]
- Magic Circle (2005)
- Goochan (2007)[9]
- Thor (2009)
- ...Of Wariwulfs and Bluotvarwes (2011)[10]
- Trail of Death (2013)

### Àlbums de compilació
- Louder Than the Dragon (2004)

## Per a més informació
- «Wizard».  Massacre Records. Arxivat de l'original el 3 de març 2016. [Consulta: 17 febrer 2012].